# Chadegan
Chādegān (cũng viết là Chadgun và Chadugan) là một thị xã và là trung tâm của hạt Chadegan, một đơn vị nằm ở phía tây tỉnh Esfahan (shahrestan).

## Đập nước và hồ chứa
Hồ chứa Chadegan nằm trên sông Zayandeh là hồ chứa lớn nhất tỉnh Isfahan. Đập được tạo năm 1972. Đập này đã giúp ngăn lũ trên sông Zayandeh.